# Hybe
Hybe es un municipio del distrito de Liptovský Mikuláš en la región de Žilina, Eslovaquia, con una población estimada a final del año 2024 de 1457 habitantes.
Se encuentra ubicado al sureste de la región, cerca del curso alto del río Váh (cuenca hidrográfica del Danubio), de los montes Tatras y de la frontera con Polonia y las regiones de Prešov y Banská Bystrica.

## Galería

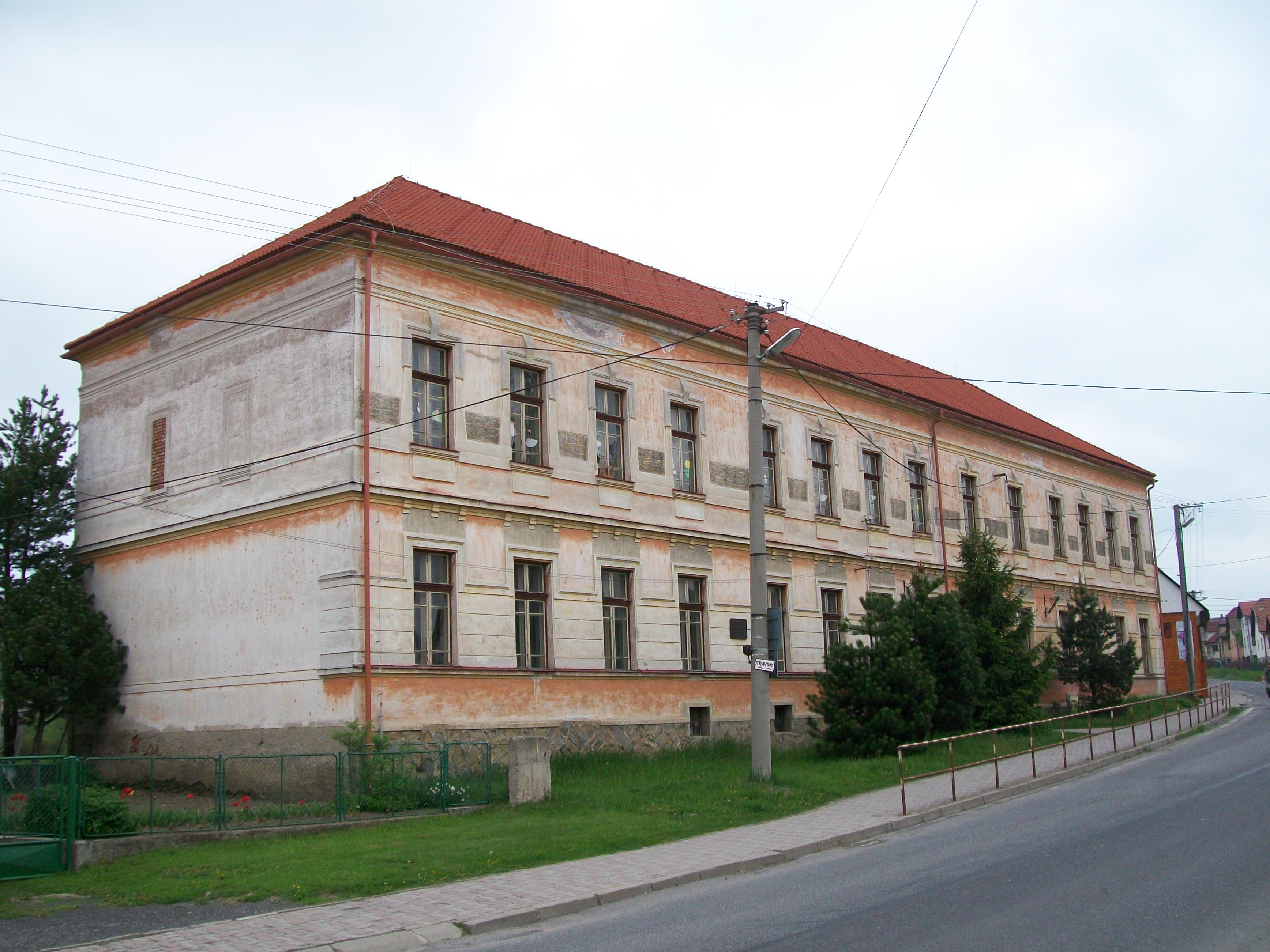
Quo vadis
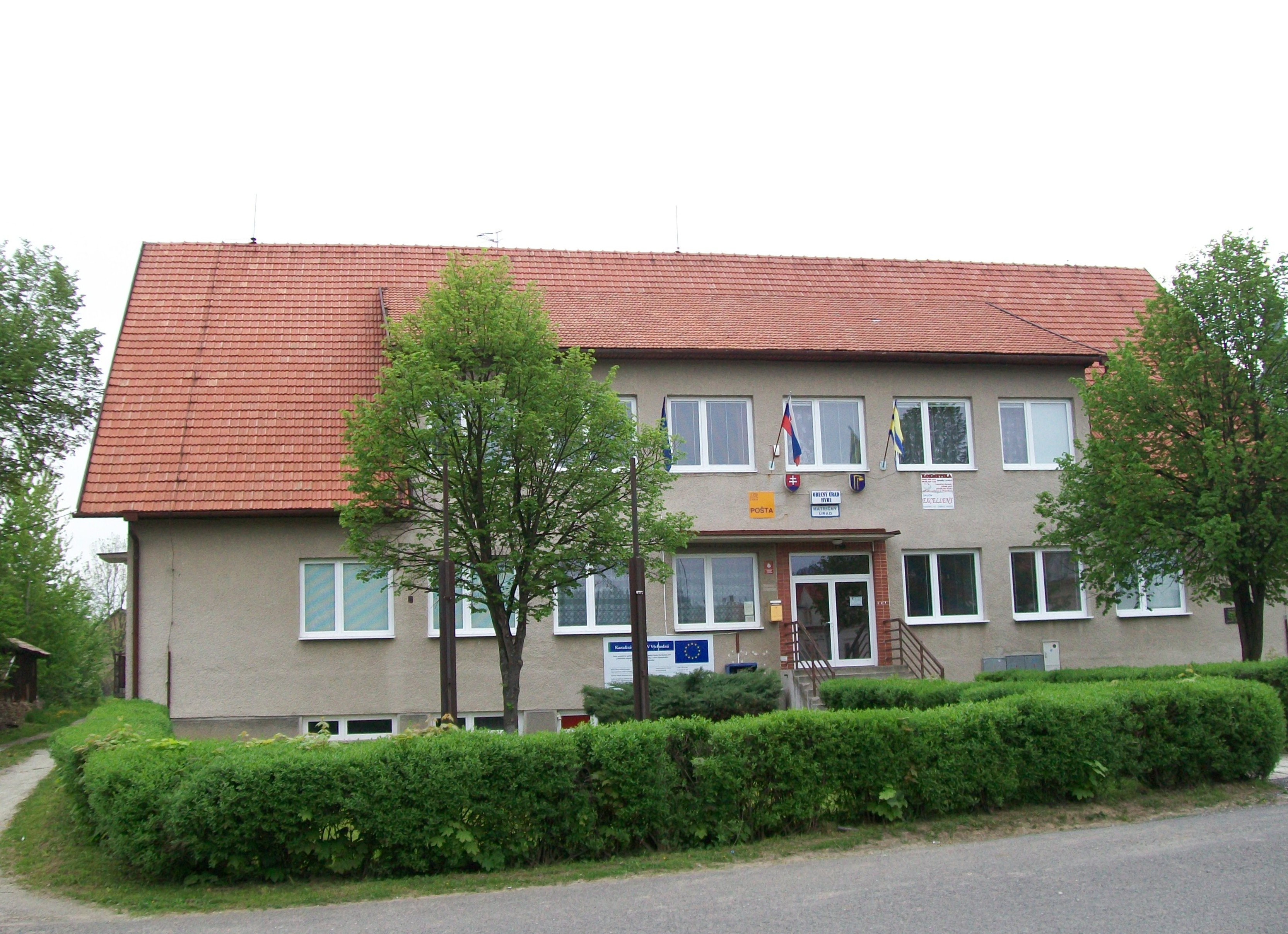
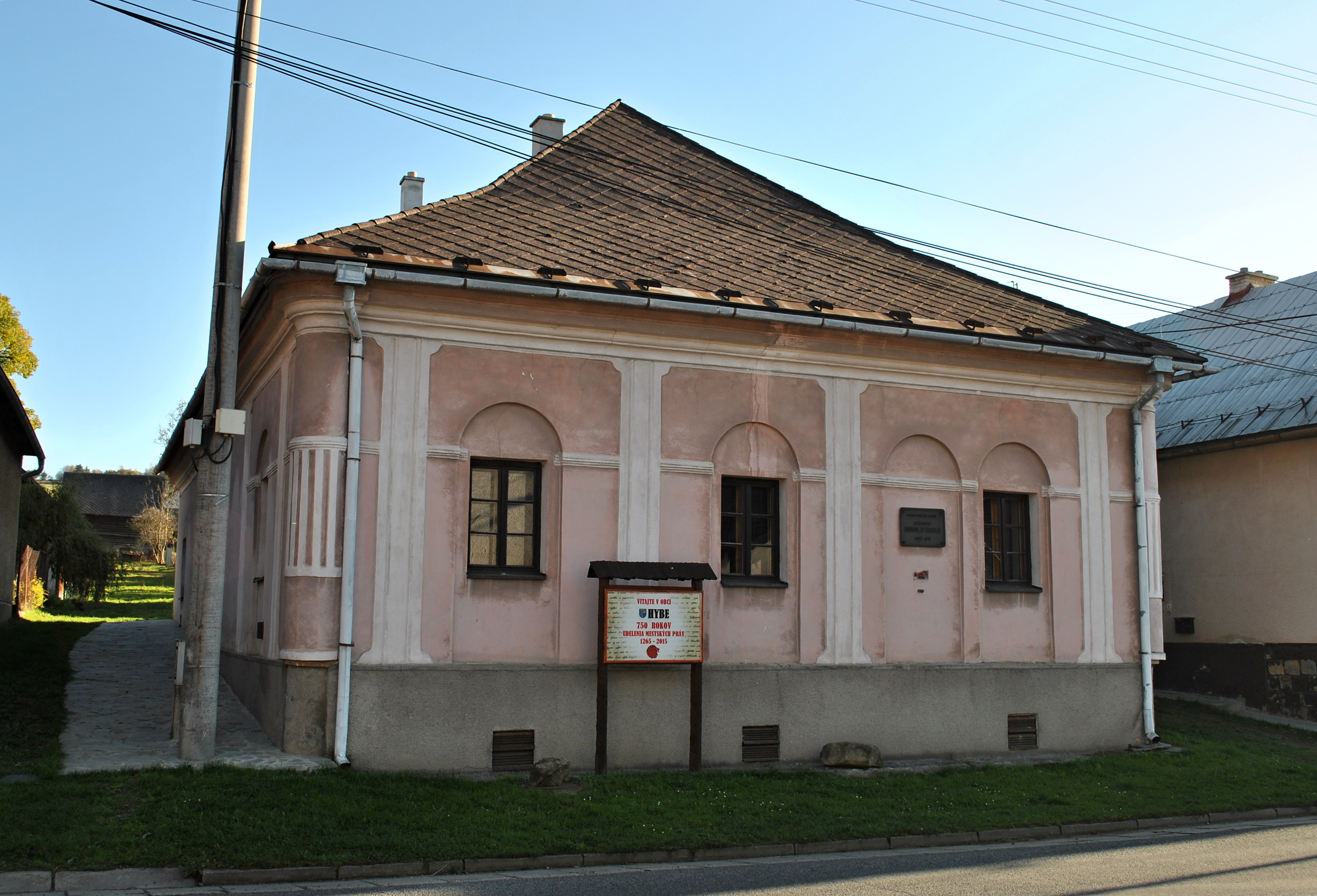
Casa de D. Chrobák
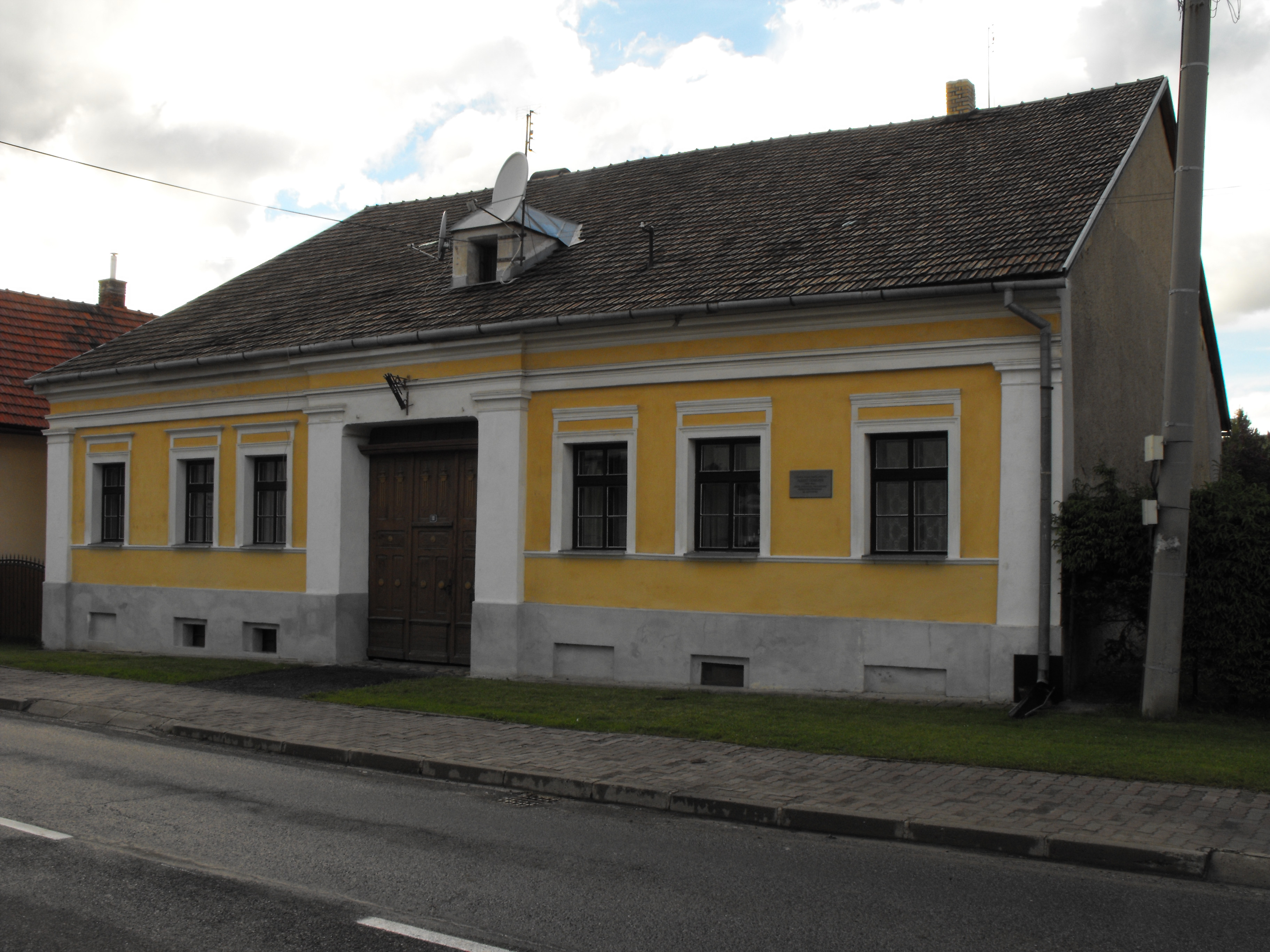
Casa de Albert Škarvan
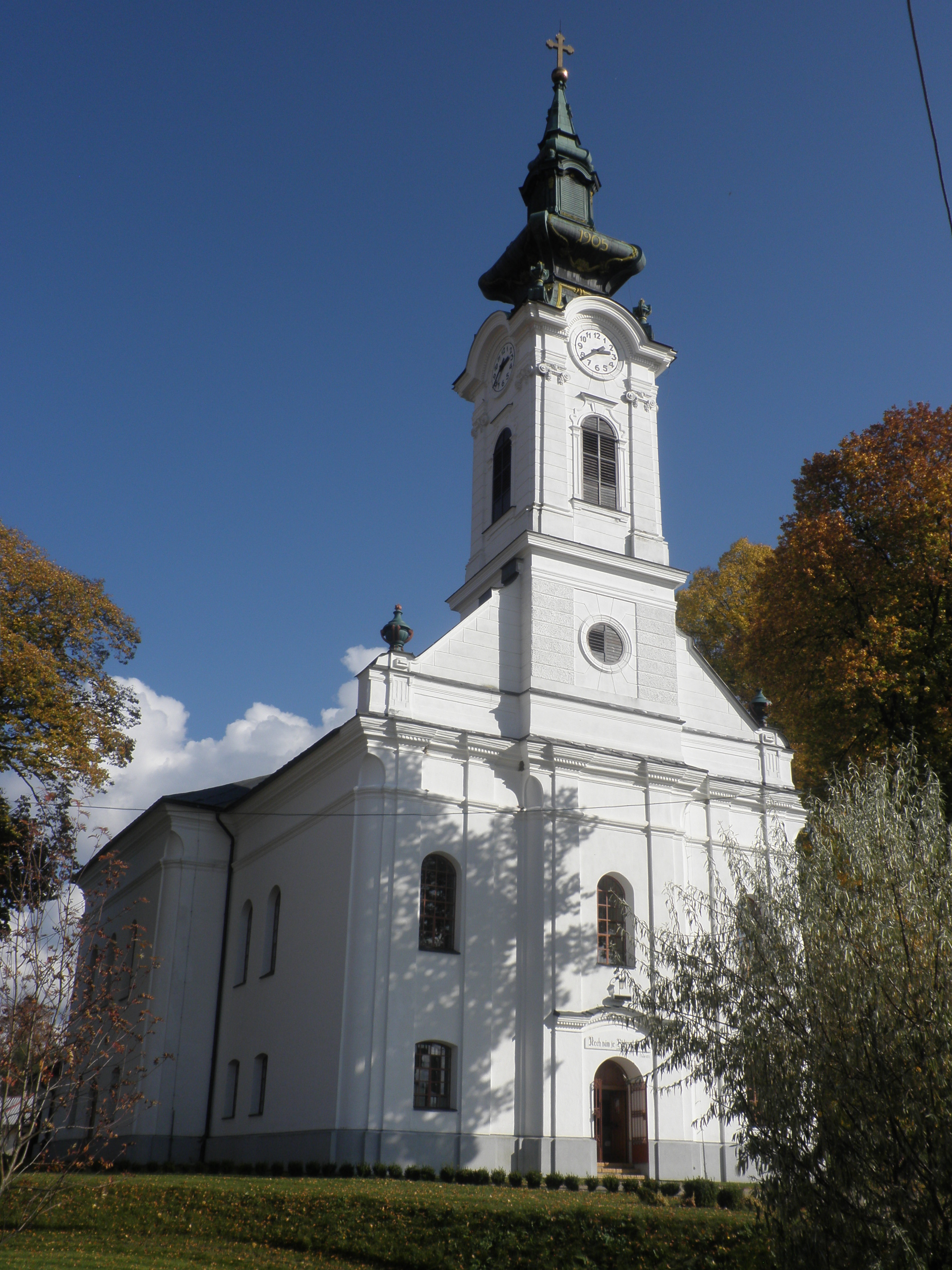
Iglesia
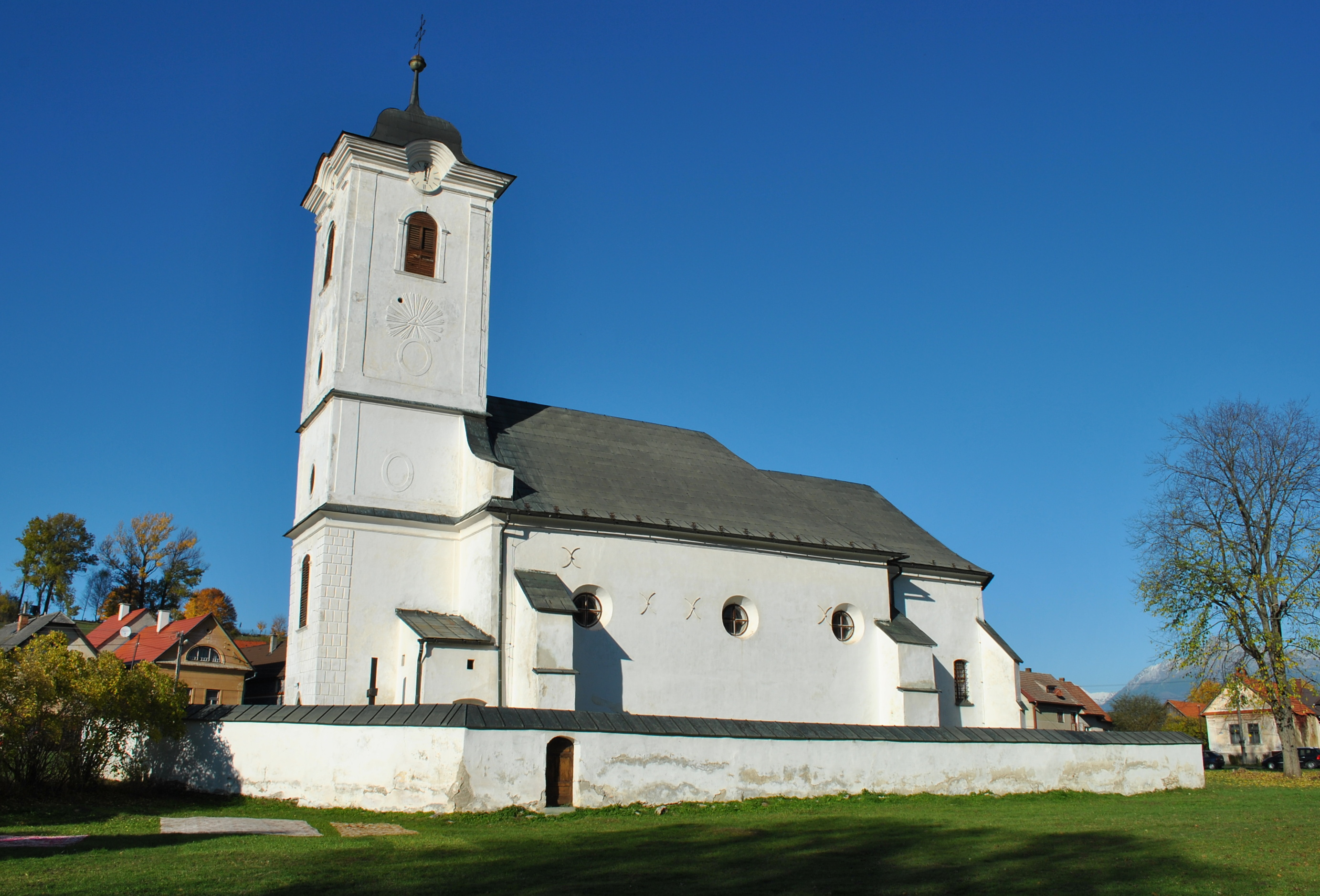
Iglesia

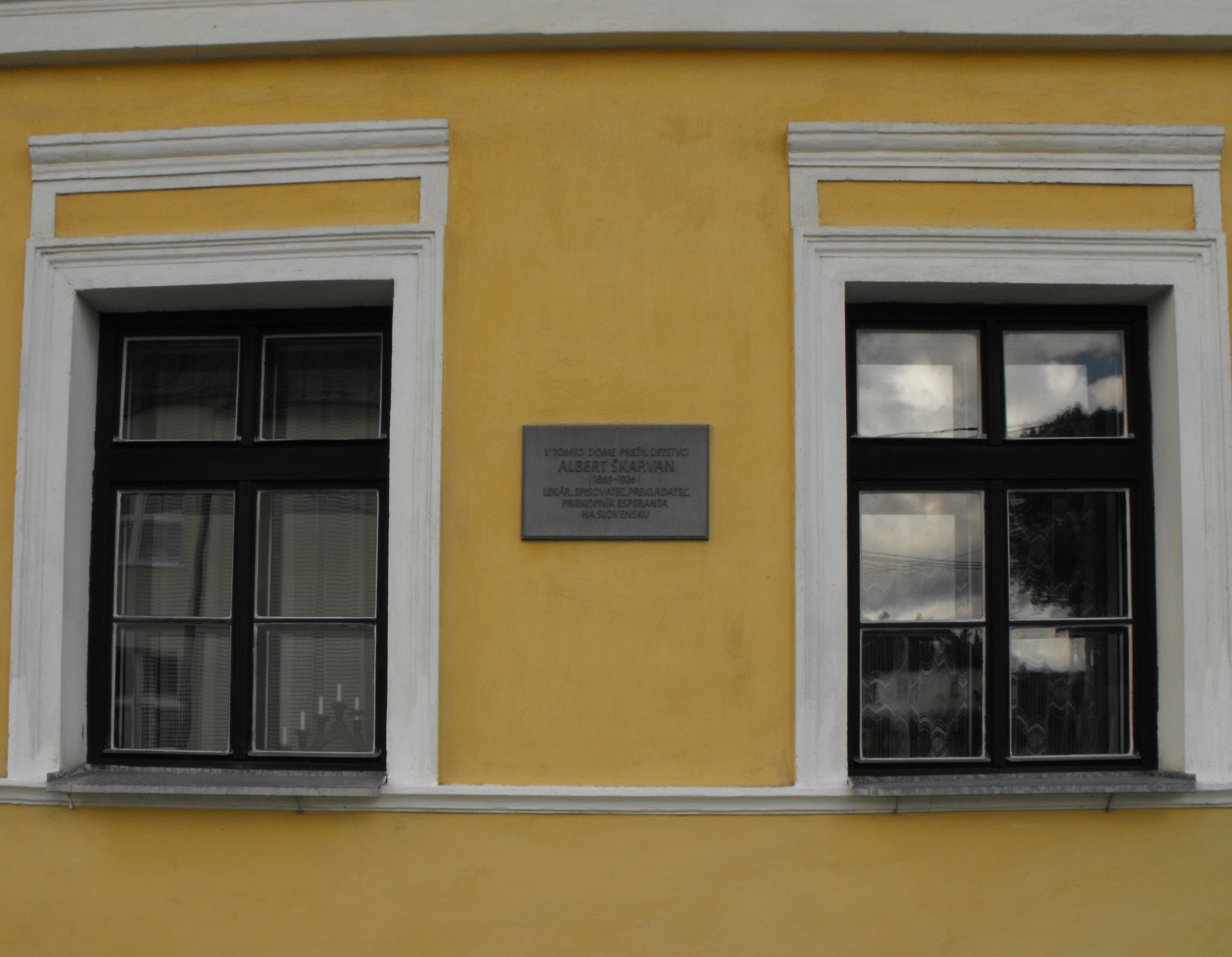
Albert Škarvan
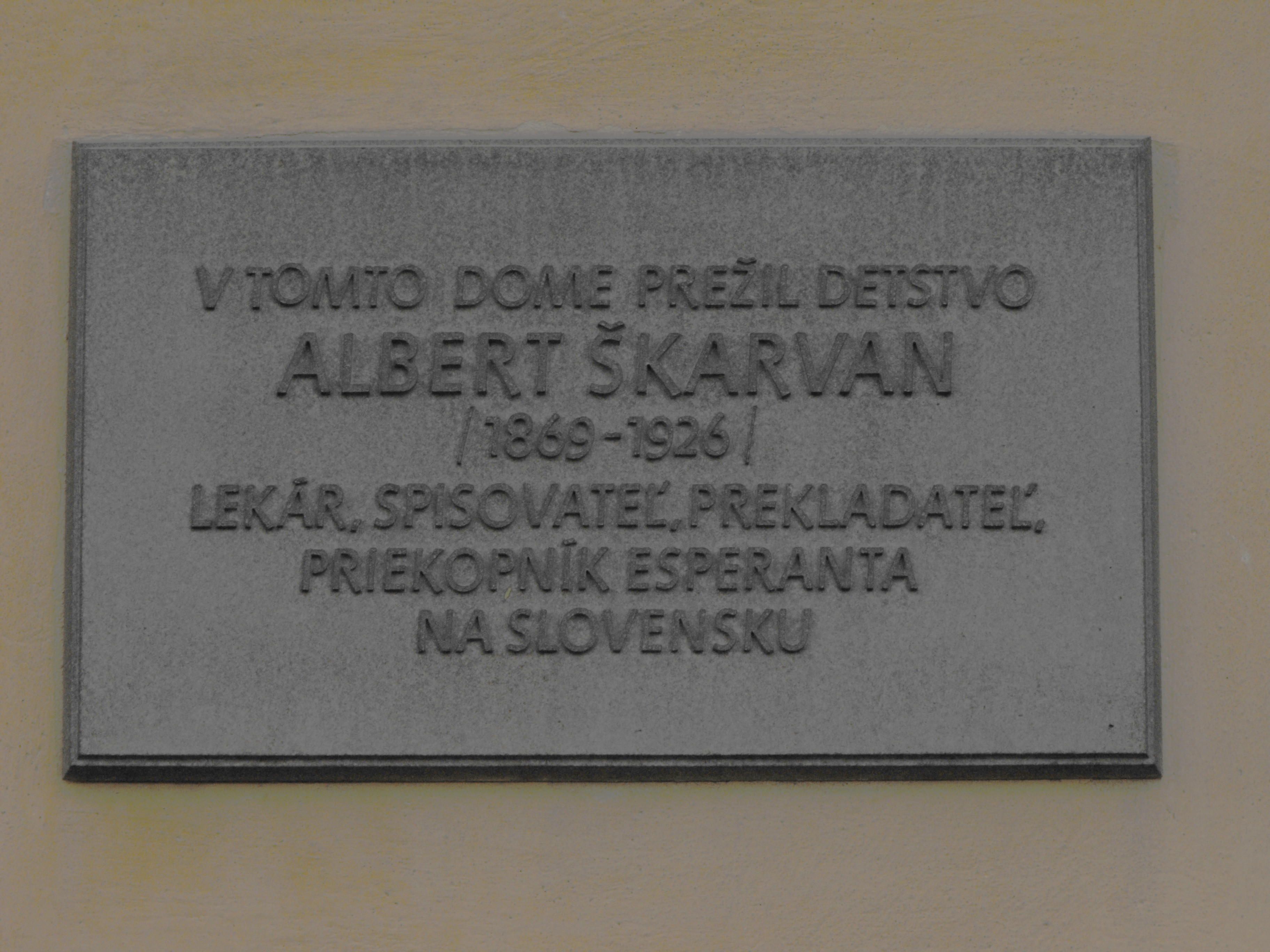
Albert Škarvan
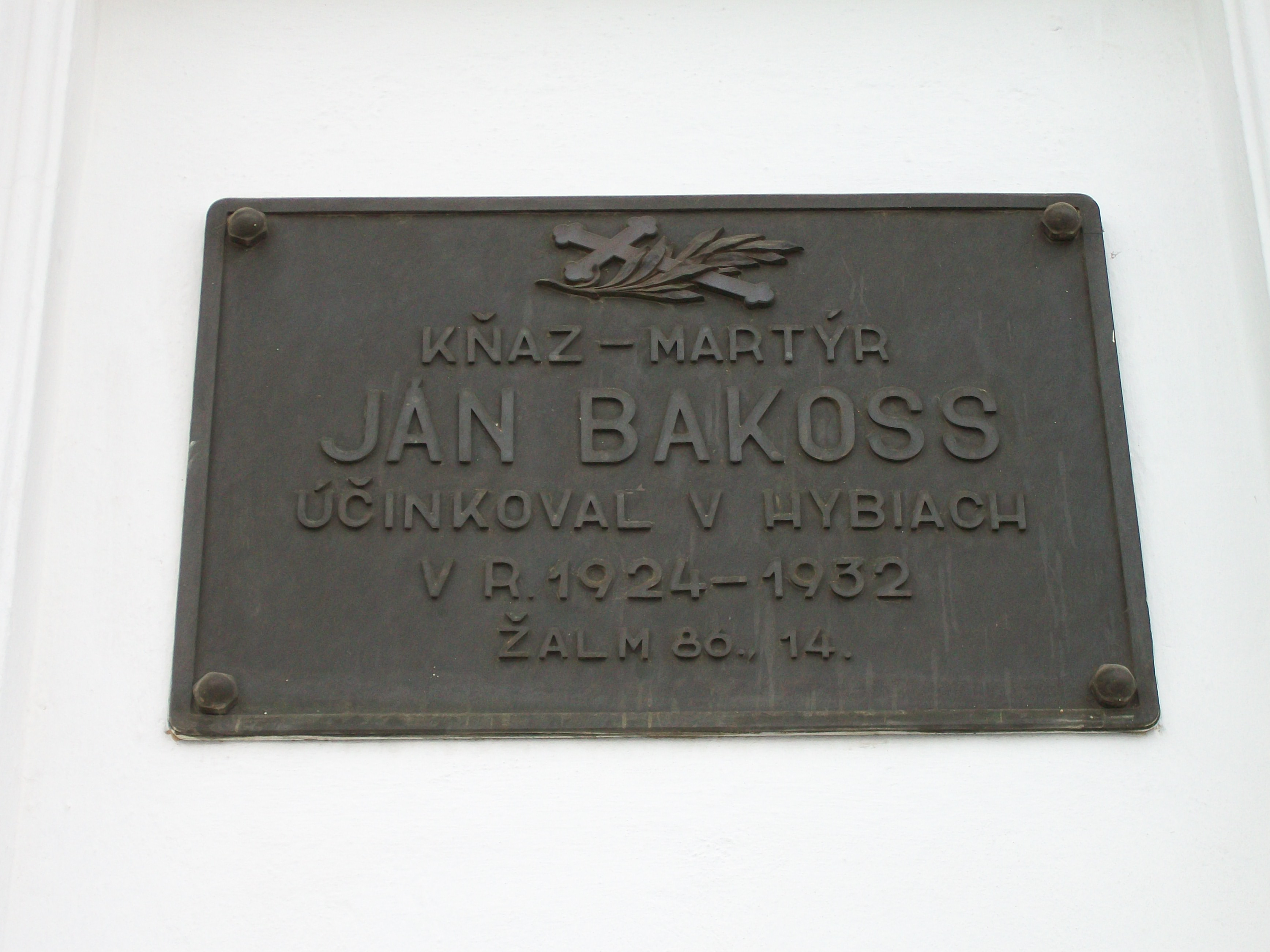
Ján Bakoss
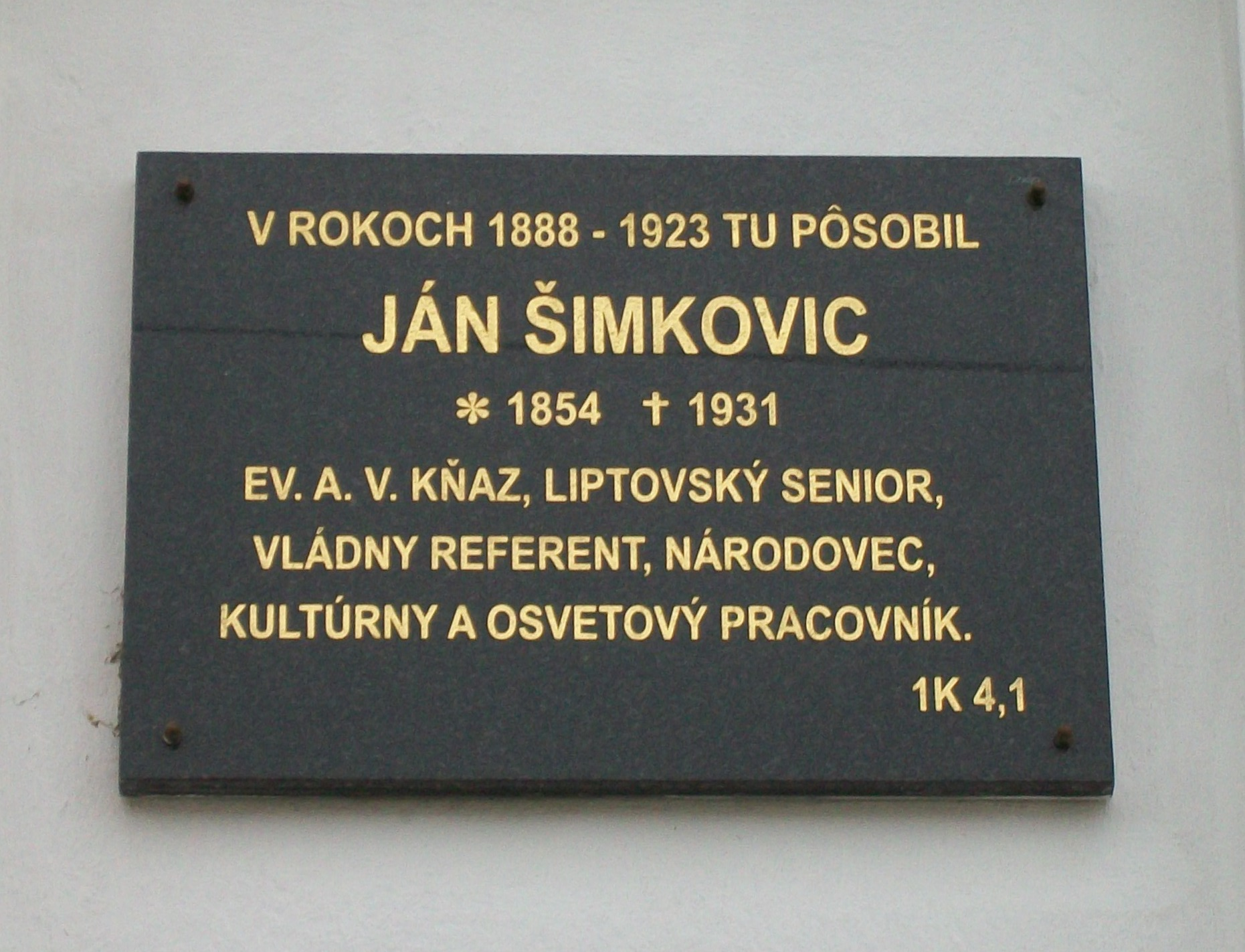
Ján Šimkovic
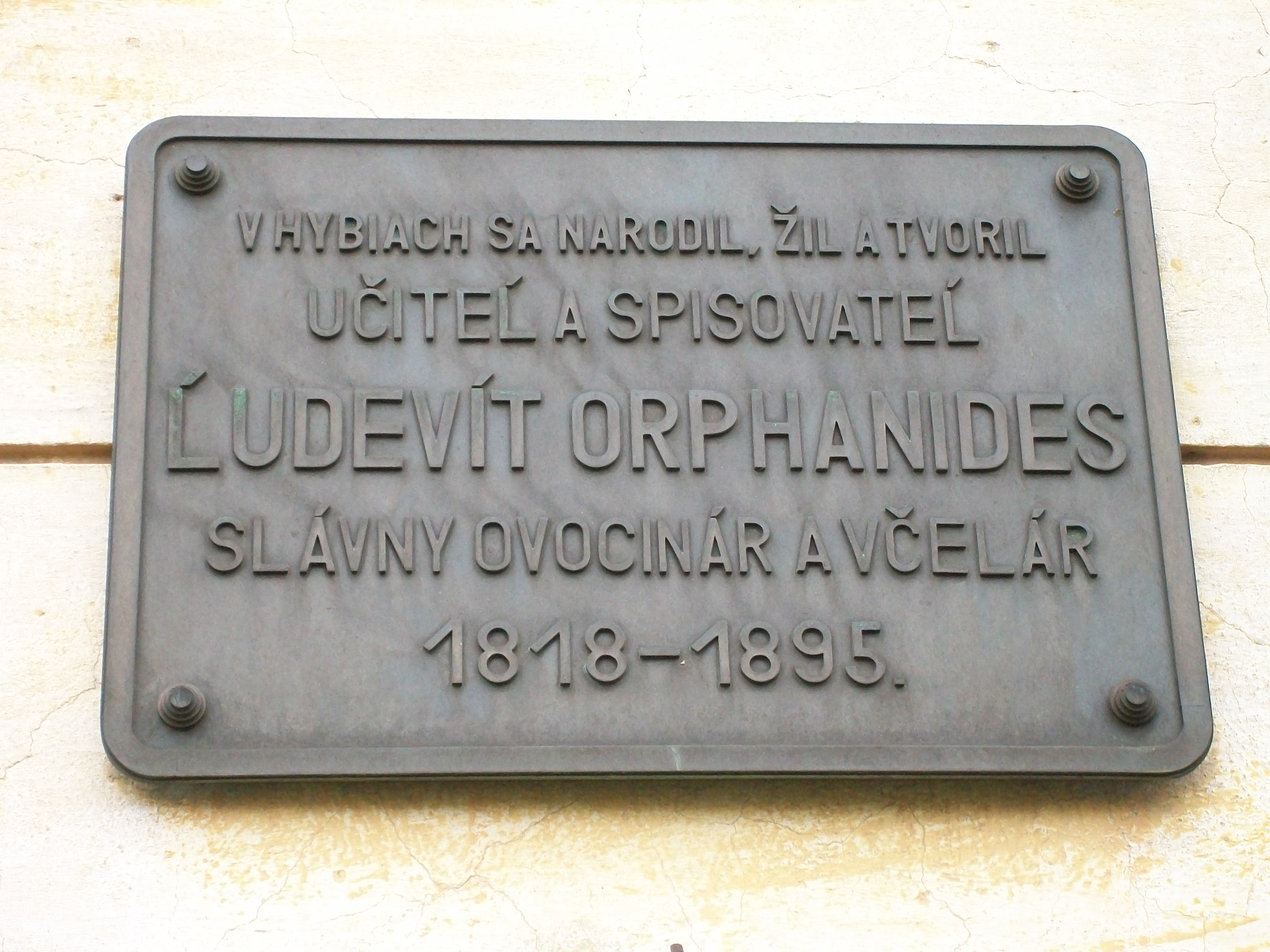
Ľudevít Orphanides

## Demografía
| Año        | 1994 | 2004    | 2014    | 2024    |
| ---------- | ---- | ------- | ------- | ------- |
| Población  | 1678 | 1602    | 1489    | 1457    |
| Diferencia |      | −4,52 % | −7,05 % | −2,14 % |

| Año        | 2023 | 2024    |
| ---------- | ---- | ------- |
| Población  | 1464 | 1457    |
| Diferencia |      | −0,47 % |